# Juan Antonio Yandiola Garay
Juan Antonio Yandiola Garay (Galdames, 29 de agosto de 1786 – París, 9 de enero de 1830) fue un hacendista y político español.

## Biografía
Vive en su juventud en el Virreinato de la Nueva España. Es ya en 1812 oficial de la Secretaría de Hacienda de Indias, y vocal en las Juntas Generales de Vizcaya. En 1813 asiste en Cádiz como diputado a Cortes por su provincia natal. Liberal convencido conspira tras la vuelta de Fernando VII contra el rey lo que le valdría el exilio en Inglaterra. Viviendo allí, y a pesar de sus ideas, colaborará como agente del gobierno fernandino. En el Trienio liberal fue elegido de nuevo diputado por Vizcaya en las legislaturas de 1820 a 1823, incorporándose al bando o partido de los Moderados. Nombrado Tesorero general de la Nación entre 1822 y 1823, fue ministro de Hacienda entre el 13 de mayo y el 30 de septiembre de 1823 en el último gobierno del Trienio durante el sitio de Cádiz por los Cien Mil Hijos de San Luis. Tras el fracaso de este movimiento, se exilió de nuevo, primero a Tánger y, desde allí, a Lisboa, Burdeos y París. Estuvo implicado en la Conspiración del Triángulo, dirigida por el general Richart.